# Tractus (liturgie)
De tractus (ofwel de cantus tractus) is een katholieke liturgische solozang van een psalmmelodie. Het is het misgezang dat in de vastentijd (vanaf zondag Septuagesima tot Pasen) wordt gezongen ter vervanging van het Alleluia. Het maakt deel uit van het proprium van de mis. In de Tridentijnse mis volgt dit gezang op de graduale
Kenmerken van de tractus zijn:
- Geschreven in de 2e (hypodorische) of 8e (hypomixolydische) kerktoonsoort
- Wordt niet onderbroken door een responsorium of antifoon
- Vervangt het Alleluia op boetedagen en in de vastentijd.

De tractus vindt zijn oorsprong in de Joodse psalmgezangen.